# فرودگاه جنکینس
فرودگاه جنکینس (به انگلیسی: Jenkins Airport) یک فرودگاه همگانی بهره‌برداری هوایی است که یک باند فرود چمن دارد و طول باند آن ۶۲۰ متر است. این فرودگاه در کشور ایالات متحده آمریکا قرار دارد و در ارتفاع ۱۶ متری از سطح دریا واقع شده‌است.